# Municipalità locale di Matjhabeng
Matjhabeng è una municipalità locale (in inglese Matjhabeng Local Municipality) appartenente alla municipalità distrettuale di Lejweleputswa della provincia di Free State in Sudafrica. 
In base al censimento del 2001 la sua popolazione è di 406.461 abitanti.
La sede amministrativa e legislativa è la città di Welkom e il suo territorio si estende su una superficie di 5.155 km² ed è suddiviso in 36 circoscrizioni elettorali (wards). Il suo codice di distretto è FS184.

## Geografia fisica

### Confini
La municipalità locale di Matjhabeng confina a nord e a ovest con quella di Nala, a nord e a est con quella di Moqhaka (Fezile Dabi), a sud con quelle di Setsoto (Thabo Mofutsanyane) e Masilonyana e a ovest con quella di Tswelopele.

### Città e comuni
- Allanridge
- Erfdeel Mine
- Free State Geduld Gold Mine
- Hennenman
- Jurgenshof Unisel Gold Mine
- Kutlwanong
- Loraine Mine
- Mmamahabane
- Meloding
- Nyakallong
- Odendaalsrus
- Phomolong
- President Brand Gold Mine
- Riebeeckstad
- Rustgevonden
- Saaiplaas Mine
- Thabong
- Virginia
- Virginia Mine
- Ventersburg
- Welkom
- Western Holdings Gold Mine
- Whites

### Fiumi
- Bosluisspruit
- Cronjespruit
- Doring
- Enslinspruit
- Erasmusspruit
- Grootspruit
- Klipspruit
- Koolspruit
- Kromspruit
- Maselspruit
- Merriespruit
- Middelspruit
- Otterspruit
- Palmietkuilspruit
- Rietspruit
- Sand
- Slootspruit
- Welkomspruit

### Dighe
- Virginia Dam
- Whites Dam